# Antropora commandorica
Antropora commandorica is een mosdiertjessoort uit de familie van de Antroporidae. De wetenschappelijke naam van de soort is voor het eerst geldig gepubliceerd in 2004 door Tilbrook & Grischenko.